# يو (كلمة للتحية)
يو (بالانجليزية:yo) هي كلمة عامية شعبية مرتبطة بالانجليزية الامريكية. وقظ كانت شهيرة في المجتمع الإيطالي الأمريكي في بنسيلفانيا في عقد 1940.
وعلى الرغم من ذلك فإنها أحياناّ ما تستخدم ككلمة للتحية أو البدأ في جملة، يمكن ان تستعمل الكلمة ايضاً في نهاية جملة أو التركيز على شيء.
ظهرت الكلمة كثيراً في موسيقى الهيب هوب في نهايات قرن العشرين وأصبحت مرتبطة بالأمريكين السود.